# Crack informático
Un crack informático es un parche creado sin autorización del desarrollador del programa al que modifica cuya finalidad es la de modificar el comportamiento del software original.
Debido al aumento de la piratería a nivel mundial, las grandes empresas del software aplican una serie de restricciones sobre las copias que se distribuyen con la finalidad de prevenir la copia indiscriminada de sus programas. Los crack eliminan esas restricciones.
El término crackear o craquear también se utiliza para designar al proceso de descubrir una contraseña que ha sido cifrada por algún método criptográfico.

## Finalidad

### Activar software gratuitamente
Para prevenir la instalación del software sin autorización, así como su correspondiente utilización, a menudo se emplean claves únicas para cada programa que no se pueden tener usando un keygen normal (generador de claves de activación). Para evitar esta limitación, los crackers modifican el programa en si para que una clave falsa pueda ser utilizada, o simplemente se omita el paso de verificación y el software quede completamente activado y listo para usar. Esta clase de crack hace creer al programa que existe un funcionamiento correcto en el sistema antipirateria cuando en verdad no es así.
Normalmente es el archivo más importante del programa (fichero principal ejecutable) es el que previene la utilización de forma ilegal de cracks, aunque la protección puede estar aplicada en varios archivos. Al sustituir estos por versiones modificadas se logra eludir esa protección.
Los desarrolladores de software han creado nuevos sistemas para comprobar la integridad de los archivos e impedir la piratería. Pese a ello, muchos programadores logran evadir la protección anti-cracking.

### Autenticar software fraudulento
También se utiliza para impedir que un software instalado ilegalmente sea detectado como fraudulento. El principal ejemplo son los archivos de autenticación de Windows, o WGA, los cuales detectan si el Windows es legal o ilegal y dan una alarma al usuario. Estos archivos pueden reemplazarle por unos previamente alterados y dar el mensaje al servidor de Microsoft.

### Liberar limitaciones o periodos de prueba
Debido al crecimiento de la industria del software, es habitual la distribución de versiones de prueba (shareware) que permiten su uso por tiempo limitado y con funcionalidad reducida, dando la posibilidad de comprar el programa completo y así desbloquear sus funciones. Aplicado sobre estas versiones, el crack elimina los límites impuestos por el fabricante.

## Distribución
La distribución de cracks, números de serie (serials) y keygen se realiza tanto a través de redes P2P a nivel mundial, como por vía web (mediante descargas directas) o grupos de noticias. Algunos de estos cracks pueden ser en realidad software malintencionado que puede incorporar vulnerabilidades al programa original o contener virus o troyanos, lo cual puede provocar serios daños a un computador, hasta que incluso también puede convertir un computador en parte de una botnet.
Aun así, es frecuente que los antivirus detecten un crack como malware sin que este sea puesto ya que es un programa destinado a realizar cambios en el software de otro creador.

## Otros tipos de Crack
Crackeo de contraseñas: Es un proceso unidireccional que toma una contraseña, la ejecuta a través de un algoritmo de hashing específico, y luego almacena la contraseña encriptada. Lo que se ha de tener en cuenta es que el hash no puede se revertido . De esta manera, cuando un usuario intenta iniciar sesión, la contraseña que introduce también se somete a hash - si los dos hash coinciden, el usuario tiene acceso a su cuenta. Existen diferentes métodos:
- Crackeo de fuerza bruta: El algoritmo de descifrado produce cadenas aleatorias de caracteres hasta que encuentra una coincidencia.
- Cracking de diccionarios: Es similar al descifrado por fuerza bruta, pero en lugar de usar caracteres aleatorios, el descifrado de diccionarios se limita a palabras reales.
- Craqueo de la tabla del arco iris: Una tabla arco iris utiliza valores hash precalculados para averiguar el cifrado utilizado para obtener una contraseña

- Crack de redes: El cracking de redes ocurre cuando alguien rompe la seguridad de una LAN, o "red de área local". El craqueo de una red cableada requiere una conexión directa, pero el craqueo de una red inalámbrica es mucho más conveniente, porque el cracker sólo necesita estar cerca de la señal inalámbrica.